# Noovo
Noovo (prononcé : /nu.vo/) est le nom d'un réseau de télévision canadien privé en langue française qui remplace le réseau V depuis le 31 août 2020.
Lorsque le réseau fut racheté par Bell Média en 2019-2020,, le changement de nom de V en Noovo a été fait pour unifier ses plateformes autour de la marque Noovo. Noovo est le troisième nom depuis la création du réseau (Télévision Quatre-Saisons / TQS, et de V).

## Histoire

### Télévision Quatre-Saisons (TQS)
Télévision Quatre-Saisons a été lancée le 7 septembre 1986 en tant que station sœur francophone de CFCF-TV et deuxième réseau privé francophone au Québec. Lorsque CFCF Inc. a vendu ses parts en 1997, le réseau TQS est devenu la propriété du Consortium Quebecor, qui a dû le vendre à Cogeco et Bell Globemedia en 2001. En décembre 2007, avec des pertes annuelles de 18 M$ (250 M$ entre 1986 et 2007), TQS a été mise sous la protection de la loi sur les créanciers. En mars 2008, le syndic de faillite a annoncé que Remstar a été désigné comme nouveau propriétaire du réseau.

### V (Remstar/Groupe V Média)
Après avoir éliminé la salle des nouvelles et de nombreuses émissions, TQS a été relancée le 31 août 2009 sous le nom de V. Remstar, ce groupe détenu par les frères Rémillard, espère se démarquer avec V en visant davantage les 18 à 49 ans et en abaissant sa moyenne d'âge de cinq ans. L'annonce du nouveau nom s'est effectuée lors d'un 5 à 7 tenu au Centre des sciences de Montréal, le 19 août 2009. Les semaines précédentes, la direction de la chaîne avait donné comme simples indices deux mots-clés : « divertissement » et « plaisir coupable », ce qu'elle disait vouloir offrir à ses téléspectateurs avec son renouveau. La chaîne appartenait à Remstar via sa filiale Groupe V Média (aujourd'hui Remstar Media) qui détient également les chaînes Max et Elle Fictions.

### Noovo (Bell Média)
Le 24 juillet 2019, Bell Média annonce avoir conclu une entente avec les actionnaires du Groupe V Média pour faire l'acquisition du réseau V et de son site web noovo.ca,. Le CRTC a autorisé le rachat de V par Bell Média sous conditions le 3 avril 2020. De façon exceptionnelle, le Conseil publie les motifs de sa décision un mois plus tard. Il reconnaît que l'acquéreur (Bell Media) aura besoin de plusieurs années pour redresser la situation financière de la chaîne, dont les revenus ont plongé de 41 % depuis 2016 :

« Étant donné la situation économique actuelle qui nous touche tous, il est difficile de faire des prévisions précises pour le moment, mais nous nous concentrons sur l'atteinte de la rentabilité dans un horizon de cinq ans »

— Caroline Audet, porte-parole de Bell, [réf. incomplète]

## Noovo.ca
En 2019, dans le contexte mondial de transformation des industries médiatiques, Bell Média, qui ne possédait pas de chaîne généraliste, a acheté la chaîne V ainsi que le site Noovo.ca,. La transaction est conclue le 15 mai 2020 lorsque la chaîne V et le portail noovo.ca sont officiellement intégrés dans la division Bell Média. La chaîne télé Noovo est lancée le 31 août 2020.
L'existence de la plateforme Noovo.ca date toutefois de 2016, elle qui a été lancée dans le contexte social d'un intérêt grandissant pour la télévision sur demande et en ligne,. Noovo rend disponible, sur cette plateforme, ses émissions en rattrapage, ainsi que celles de ses chaînes spécialisées Canal D, Canal Vie, Investigation, Vrak et Z. On compte entre autres des séries comme Le Killing et Aller simple. Pour plusieurs émissions, des capsules sont ajoutées aux contenus télé traditionnels.
Le 24 novembre 2020, le chroniqueur télé du journal Le Soleil, Richard Therrien révèle que Noémi Mercier sera la principale cheffe d'antenne des nouveaux bulletins d'informations de Noovo. Le 2 décembre 2020, Bell Média annonce, par voie de communiqué, les têtes d'affiches de ses nouveaux rendez-vous d'informations qui marqueront le retour de l'information à l'interne après plusieurs années (Noémi Mercier, Lisa-Marie Blais, Michel Bherer et Meeker Guerrier). Le 3 février 2021, le nom de la nouvelle émission Le Fil est dévoilé. Le 29 mars 2021, date de lancement du bulletin de nouvelles Le Fil à l'antenne de Noovo, Bell Média a consolidé le contenu de ses chaînes spécialisées Canal D, Canal Vie, Investigation, Vrak et Z au portail et application Noovo.ca.

## Programmation
Parmi les émissions diffusées sur les ondes depuis que la chaîne a été reprise par Bell Média, on compte:
- Occupation double
- Big Brother Célébrités
- La semaine des 4 Julie (Julie Snyder)
- L'amour est dans le pré (version québécoise)
- Un souper presque parfait
- Survivor Québec
- Taxi payant : l'escouade [21]

### Séries télévisées américaines actuelles
- Chicago Police (2015-)
- NCIS : Los Angeles (2010-)
- Les Simpson (1991-)
- NCIS: Hawaii (2023-)
- Chicago Med (2014-)

### Fictions
- Le Killing (websérie)
- Pour toujours, plus un jour (depuis septembre 2020 après Crave)[22]
- Contre-offre (depuis janvier 2021)[23]
- Entre deux draps (depuis janvier 2021)[24]
- …Moi non plus ! (depuis septembre 2021)[25]
- Virage (automne 2021)[26],[27]
- La Confrérie (depuis janvier 2022)[28],[29]
- L'Homme qui aimait trop (hiver 2022)[30],[31]
- Aller Simple (hiver 2022)[32],[33],[34]

### Information et affaires publiques
- Le Fil (bulletin d'information diffusé quotidiennement à 17 h et 22 h ainsi qu'à 9 h la fin de semaine)
- Les débatteurs de Noovo (à partir de l'automne 2022) immédiatement après le bulletin de 22 h en semaine[35]

## Stations
Le réseau Noovo comprend des stations de télévision à Montréal, Québec, Saguenay, Sherbrooke et Trois-Rivières. Il possède aussi des stations affiliées à Gatineau, Rivière-du-Loup et Val-d’Or.

### Propriétés
- Montréal - CFJP
- Québec - CFAP
- Saguenay - CFRS
- Sherbrooke - CFKS
- Trois-Rivières - CFKM

### Affiliés
- Gatineau / Ottawa - CFGS (RNC Media)
- Rimouski - CJPC (réémetteur de CFTF)
- Rivière-du-Loup - CFTF (Télé Inter-Rives)
- Val-d'Or / Rouyn-Noranda - CFVS (RNC Media)